# Fanni Schneider
Fanni Schneider (* 1996 in Wien) ist eine österreichische Schauspielerin.

## Leben
Fanni Schneider sammelte 2014/15 bei Renate Aichinger mit dem TheaterClub Wiener Brut im Rahmen von Wiener Brut 5.0 an der Jungen Burg des Burgtheaters sowie bei Matti Melchinger am Theater Spielraum erste Schauspielerfahrungen. Von 2016 bis 2019 absolvierte sie ein Bachelorstudium in Medien- und Kommunikationsmanagement. Ihre Schauspielausbildung erhielt sie von 2020 bis 2022 an der ETI Schauspielschule Berlin des Europäischen Theaterinstituts Berlin, Schauspielkurse besuchte sie 2021 bei Teresa Harder und an der City Academy in London.
2020 drehte sie für den Kurzspielfilm Warum es regnet von Béla Can Leon, 2022 übernahm sie im Kurzspielfilm Bora Bora von Andreas Kessler die weibliche Hauptrolle als Jessica. In den Fernsehfilmen Letzter Saibling und Letzter Jodler aus der Reihe Der Altaussee-Krimi verkörperte sie unter der Regie von Julian Roman Pölsler die Rolle der Inspektorin Michaela „Michi“ Reiter, die an der Seite von Johannes Silberschneider und Gerhard Ernst ermittelt.
Unter der Regie von Mirjam Unger und Andreas Kopriva drehte sie ab 2022 für die ORF-Serie Biester basierend auf einem Drehbuch von Uli Brée, in der sie als Penelope „Nelly“ Sund an der Seite von Theresa Riess als ihre Schwester Tiziana „Tiz“ Sund eine der Hauptrollen übernahm. 2023 stand sie für Dreharbeiten zur Folge Eine Nacht in Zwentendorf der Serie SOKO Donau als Greta vor der Kamera. 2024 drehte sie für die zweite Staffel der Biester und den Fernsehmehrteiler Ein Ort, der sich Zuhause nennt unter der Regie von Alexander Dierbach. Zudem stand sie für die SOKO-Linz-Folge Hey Charly in einer Episodenhauptrolle als Julia Kramer vor der Kamera. Im März 2025 starteten für Schneider die Dreharbeiten zur dritten Staffel Biester, für die sie erneut in die Hauptrolle der Nelly Sund schlüpfte.
Schneider ist Mitglied im Bundesverband Schauspiel (BFFS).

## Filmografie (Auswahl)
- 2023: Der Altaussee-Krimi: Letzter Saibling (Fernsehreihe)
- seit 2024: Biester (Fernsehserie)
- 2024: Der Altaussee-Krimi: Letzter Jodler (Fernsehreihe)
- 2025: SOKO Donau/SOKO Wien: Eine Nacht in Zwentendorf (Fernsehserie)